# Liste des maires de L'Isle-Jourdain (Gers)
Cet article dresse une liste par ordre de mandat des maires de L'Isle-Jourdain.

## Liste des maires
| Période                                  | Période  | Identité                | Étiquette                  | Qualité |
| ---------------------------------------- | -------- | ----------------------- | -------------------------- | --- |
| 1691                                     |          | Guillaume de Besson     |                            | |
| Les données manquantes sont à compléter. |          |                         |                            | |
| 1737                                     |          | M. Carrery du Brouchon  |                            | |
| Les données manquantes sont à compléter. |          |                         |                            | |
| 1775                                     | 1778     | Pierre Paul de Robineau |                            | |
| Les données manquantes sont à compléter. |          |                         |                            | |
| 1784                                     | 1786     | M. La Tournelle         |                            | |
| Les données manquantes sont à compléter. |          |                         |                            | |
| 1791                                     |          | M. Cruchent             |                            | |
| 1794                                     |          | Joseph Davezac          |                            | |
| 1795                                     |          | M. Seissan              |                            | |
| 1795                                     |          | M. Cruchent             |                            | |
| 1799                                     |          | M. Moysen               |                            | |
| 1801                                     | 1812     | Joseph Daran            |                            | |
| 1812                                     | 1820     | Philippe Domezon        |                            | |
| 1821                                     | 1824     | M. de Panat             |                            | |
| 1824                                     | 1830     | Joseph de Barbazan      |                            | |
| 1830                                     | 1832     | Antoine Delieux         |                            | |
| 1832                                     | 1833     | Joseph Thoulouse        |                            | |
| 1834                                     | 1845     | Nicolas Lassave         |                            | |
| 1845                                     | 1845     | Clair Lamothe           |                            | |
| 1846                                     | 1847     | Léonard de Chasteigner  |                            | |
| 1848                                     | 1848     | Jean Pierre Castillon   |                            | |
| 1848                                     | 1850     | M. de Panat             |                            | |
| 1850                                     | 1857     | Clair Lamothe           |                            | |
| 1857                                     | 1874     | Léonard de Chasteigner  |                            | |
| 1874                                     | 1877     | Alexandre de Paneboeuf  |                            | |
| 1878                                     | 1882     | Hippolyte Roussillon    |                            | |
| 1882                                     | 1884     | Léon Lafosse            |                            | |
| 1884                                     | 1892     | M. de Panat             |                            | |
| 1892                                     | 1900     | Émile Thoulouse         |                            | Conseiller général de L'Isle-Jourdain                                                                                        |
| 1900                                     | 1908     | Jean Ningres            |                            | |
| 1908                                     | 1919     | Émile Thoulouse         |                            | Conseiller général de L'Isle-Jourdain                                                                                        |
| 1920                                     | 1940     | Joseph Barthélemy       | Alliance démocratique      | Conseiller général de L'Isle-Jourdain                                                                                        |
| 1941                                     | 1944     | Pierre Barthélemy       |                            | |
| 1944                                     | 1953     | Joseph Delieux          | Radical                    | Conseiller général de L'Isle-Jourdain (1934-1940, 1945-1951)                                                                 |
| 1953                                     | 1977     | Marius Campistron       | UDR                        | Conseiller général de L'Isle-Jourdain (1958-1964, 1970-1976)                                                                 |
| 1977                                     | 1995     | Michel Ghirardi,        | PS puis PSU puis Les Verts | Secrétaire départemental du PSU Conseiller régional de Midi-Pyrénées (1992-1995) Candidat aux élections législatives de 1981 |
| 1995                                     | 2001     | Louis Aygobère          | DVD                        | Chef d'entreprise Président de la CC de la Save Lisloise                                                                     |
| 2001                                     | 2014     | Alain Tourné            | PS                         | Président de la CC de la Save Lisloise Président de la CC de la Gascogne Toulousaine                                         |
| 5 avril 2014                             | en cours | Francis Idrac           | PS                         | Retraité Président de la CC de la Gascogne Toulousaine                                                                       |

Au dernier recensement, le nombre de membres du conseil municipal est de vingt neuf,.